# Badminton na Letnich Igrzyskach Olimpijskich 1972
Badminton na Letnich Igrzyskach Olimpijskich 1972 w Monachium został rozegrany w dniu 4 sierpnia jako dyscyplina demonstracyjna (pokazowa) po raz pierwszy w historii igrzysk olimpijskich. W zawodach wystąpiło 25 zawodników (17 mężczyzn i 8 kobiet) reprezentujących 11 reprezentacji narodowych. Medale nie były przyznawane w tej dyscyplinie, jednak jeśliby wskazać pierwsze trzy miejsca na podium, klasyfikacja ta wyglądałaby jak poniżej.

## Podia
| Konkurencja             |                                                |                                       |                                                |
| Gra pojedyncza mężczyzn | Rudy Hartono                                   | Svend Pri                             | Sture Johnsson                                 |
| Gra pojedyncza mężczyzn | Rudy Hartono                                   | Svend Pri                             | Wolfgang Bochow                                |
| Gra pojedyncza kobiet   | Noriko Nakayama                                | Utami Dewi                            | Gillian Gilks                                  |
| Gra pojedyncza kobiet   | Noriko Nakayama                                | Utami Dewi                            | Hiroe Yuki                                     |
| Gra podwójna mężczyzn   | Indonezja · Ade Chandra · Christian Hadinata   | Malezja · Ng Boon Bee · Punch Gunalan | Wielka Brytania · Elliot Stuart · Derek Talbot |
| Gra podwójna mężczyzn   | Indonezja · Ade Chandra · Christian Hadinata   | Malezja · Ng Boon Bee · Punch Gunalan | RFN · Willi Braun · Roland Maywald             |
| Gra podwójna mieszana   | Wielka Brytania · Derek Talbot · Gillian Gilks | Dania · Svend Pri · Ulla Strand       | RFN · Roland Maywald · Brigitte Steden         |
| Gra podwójna mieszana   | Wielka Brytania · Derek Talbot · Gillian Gilks | Dania · Svend Pri · Ulla Strand       | Indonezja · Christian Hadinata · Utami Dewi    |

### Tabela medalowa
| Poz. | Państwo         |   |   |   | Łącznie |
| ---- | --------------- | - | - | - | ------- |
| 1    | Indonezja       | 2 | 1 | 1 | 4       |
| 2    | Wielka Brytania | 1 | 0 | 2 | 3       |
| 3    | Japonia         | 1 | 0 | 1 | 2       |
| 4    | Dania           | 0 | 2 | 0 | 2       |
| 5    | Malezja         | 0 | 1 | 0 | 1       |
| 6    | RFN             | 0 | 0 | 3 | 3       |
| 7    | Szwecja         | 0 | 0 | 1 | 1       |